# Paulskirche (Hermannstein)

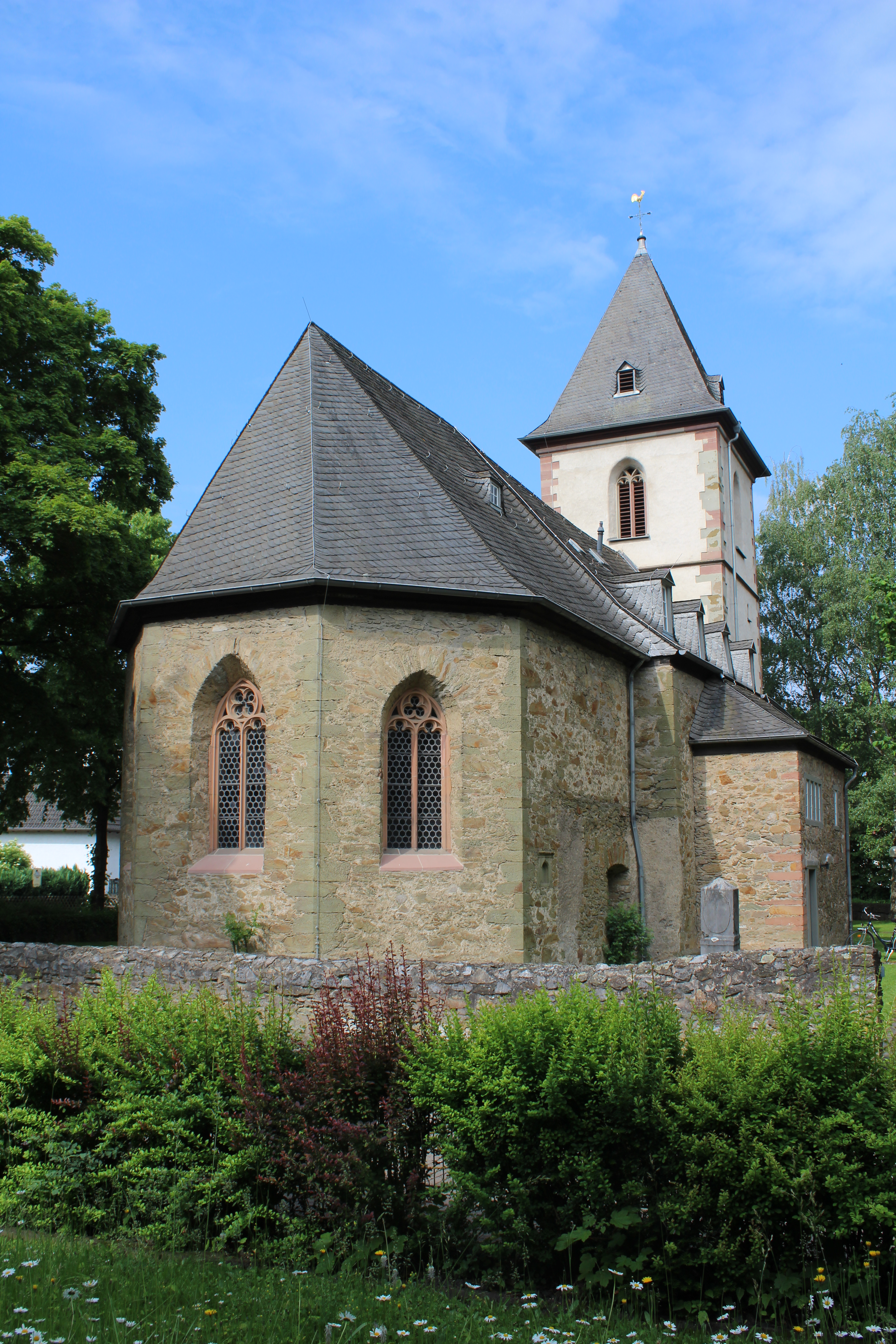
Paulskirche von Nordosten

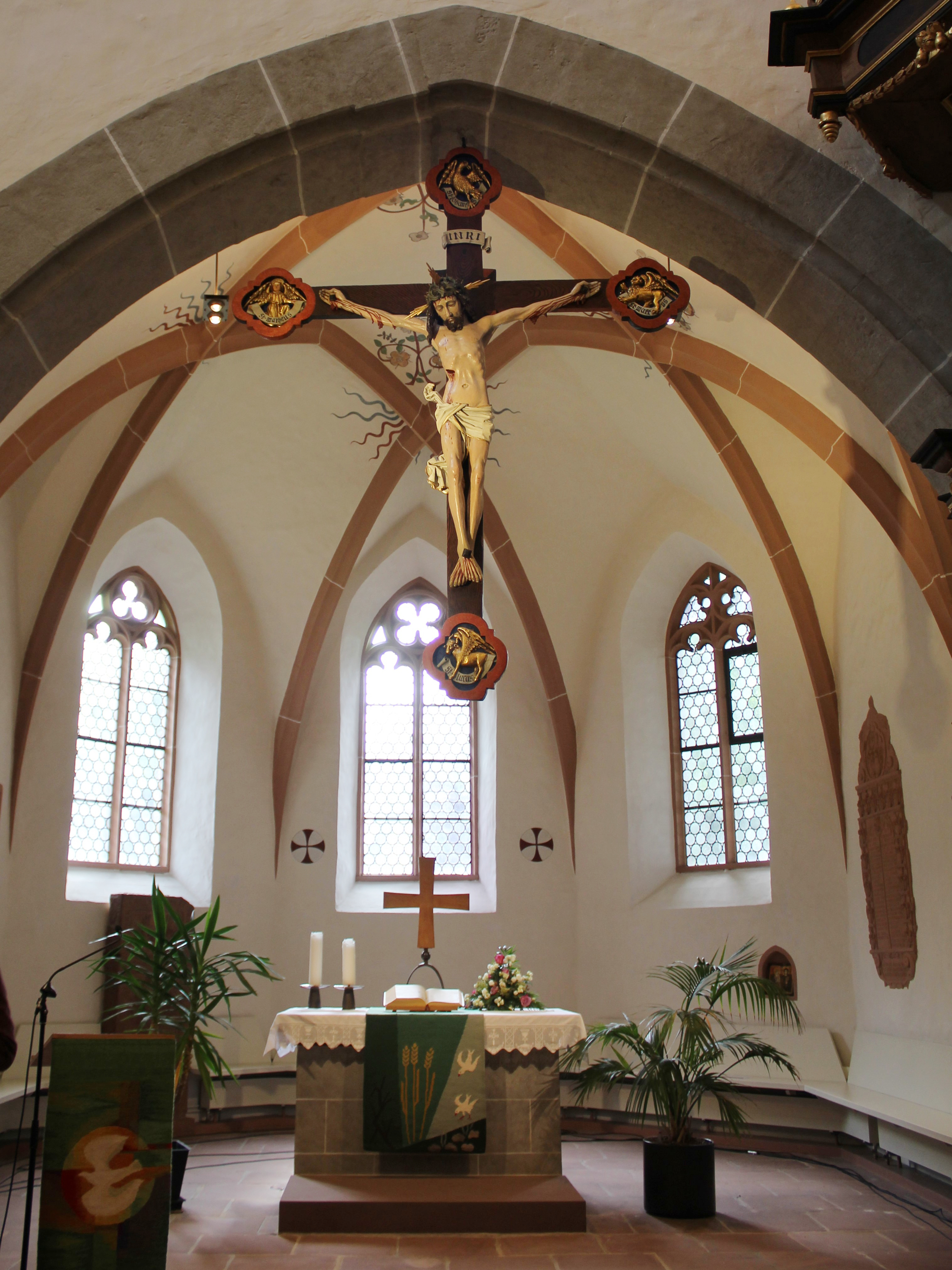
Blick in den Chor

Die Paulskirche wurde 1491 bis 1492 im heutigen Wetzlarer Stadtteil Hermannstein in Mittelhessen errichtet. Die spätgotische Saalkirche hat einen Dreiachtelschluss und einen Westturm aus den 1520er Jahren. Zu den bedeutenden Ausstattungsstücken aus der Erbauungszeit gehören ein Triumphkreuz, ein Sandsteinrelief aus dem Jahr 1492 und ein Taufbecken aus rotem Sandstein, das die Geburt Christi darstellt.

## Geschichte

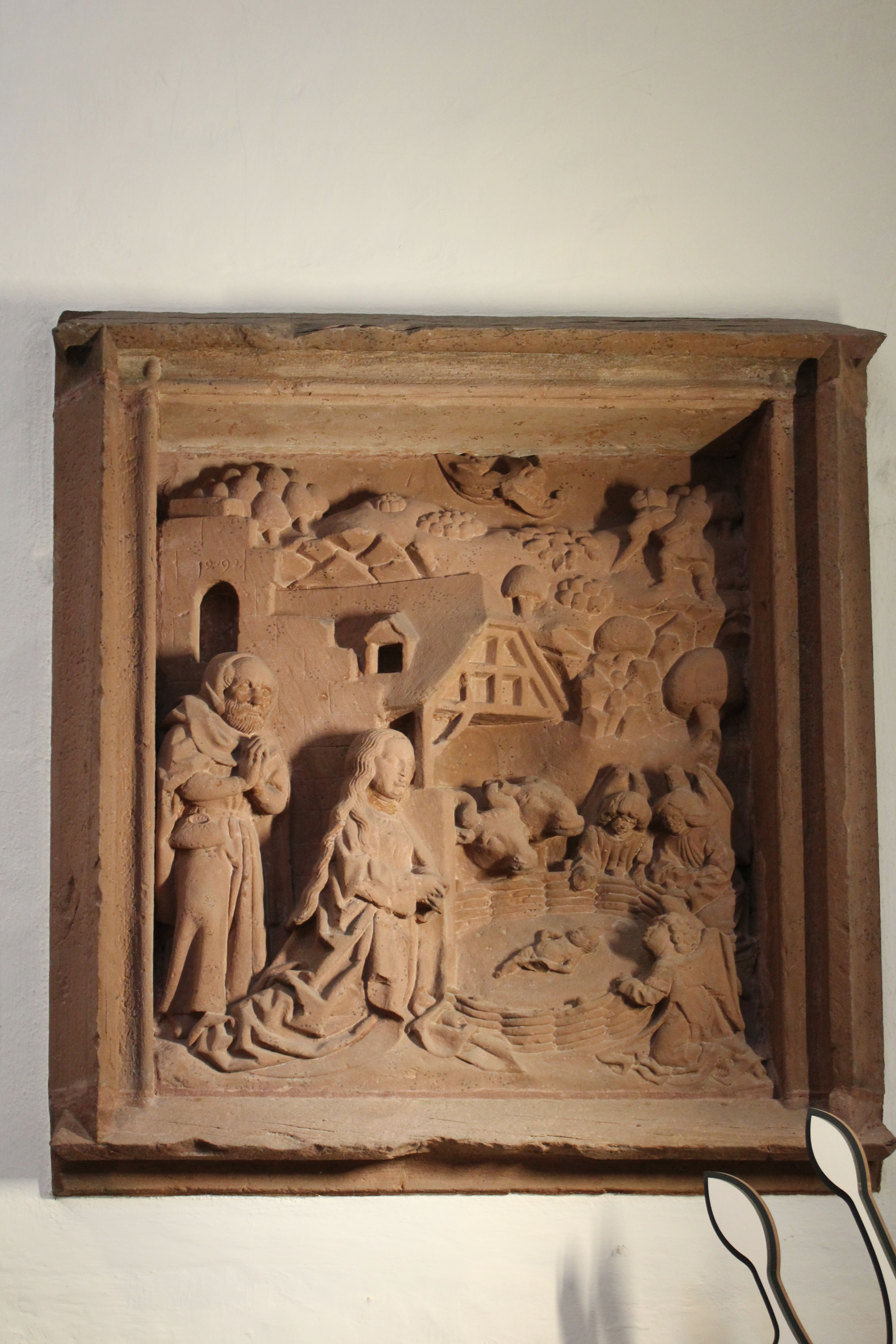
Sandsteinrelief von 1492

Im Jahr 1279 ist ein Geistlicher und 1308 ein Pleban in Hermannstein nachgewiesen. Eine bereits 1472 erwähnte Kirche mit dem Patrozinium des hl. Paulinus von Trier zu Mulenheim/Hermannstein bezieht sich auf die Vorgängerkirche („parrochialis ecclesia sancti Paulini in Molnheym nunc Hermensteyn“ = „Pfarrkirche St. Paulini in Mulenheim, jetzt Hermannstein“). Der Bauherr und Stifter der heutigen Kirche und des Pfarrhauses ist nicht nachweisbar, aber ohne Zweifel Johann Schenck zu Schweinsberg. Denn im Jahr 1500 bestätigt der Trierer Erzbischof „des Johann Schenk von Sweynsberg stiftung einer klause für schwestern der dritten regel des heil. Franziskus bei der Paulinspfarrkirche zu Hermannstein und ertheilt für dieselbe und die bruderschaft in der pfarrkirche ein ablassprivilegium“. Die im Torbogen der Turmtür eingemeißelte Jahreszahl 1491 lässt darauf schließen, dass dies das Erbauungsjahr ist. 1493/1494 wurde für Beginen nördlich der Kirche eine Klause errichtet. Im Jahr 1498 bestätigte der Trierer Bischof einen Heiligkreuzaltar. In den 1520er Jahren erfolgte der Anbau des Westturms. Hermannstein gehörte im ausgehenden Mittelalter zum Dekanat (Archipresbyterat) Wetzlar im Archidiakonat St. Lubentius Dietkirchen im Bistum Trier.
Mit Einführung der Reformation unter Landgraf Philipp I. wurde die Landgrafschaft Hessen, zu der Hermannstein gehörte, 1526 infolge der Homberger Synode protestantisch. Der Beginen-Konvent wurde nach etwa 30 Jahren aufgelöst und das Gebäude in ein Pfarrhaus umgewandelt. 1567 kam Hermannstein zum weiterhin protestantischen Hessen-Marburg, 1604 zur Landgrafschaft Hessen-Kassel. Landgraf Moritz von Hessen-Kassel war 1605 zum reformierten Bekenntnis übergetreten und führte dies bis 1619 in seinem Land ein. Dabei wurden allein im Hinterland 20 Pfarrer abgesetzt. Hermannstein blieb bis 1619 lutherisch. Spätestens seit dem Auftreten der neuen Patrone Schenck von Schweinsberg Ende des 15. Jahrhunderts besaß Hermannstein eine gewisse Eigenständigkeit und wurde erst 1619 zur Pfarrkirche erhoben. Es dürfte die letzte Gemeinde gewesen sein, die das reformierte Bekenntnis annahm. 1624 wurde das lutherische Glaubensbekenntnis wieder eingeführt. Seitdem ist Hermannstein ohne Unterbrechung eine lutherische Kirchengemeinde.
Seit 1624 liegen Urkunden über die Pfarrpräsentation durch die Schencken zu Schweinsberg vor, die seit dem 15. Jahrhundert das Patronatsrecht innehatten und schon 1527 das Präsentationsrecht hatten. 1637 traten die von Schenck das Besetzungsrecht für die Pfarrstelle an den Landesherrn ab.
Im Dreißigjährigen Krieg wurde das Kirchengestühl stark zerstört, so dass die Kirche 1687 ein neues Gestühl bekam. Ein Teil der Stühle im Kirchenschiff, die den Frauen vorbehalten waren, wurden durch Los verkauft. Zunächst wurden in jedem Stuhl sieben Plätze ausgewiesen, später acht. Die Namen der Käufer sind in der Pfarrkompetenz von 1741 eingetragen. Die Kaufsumme eines Platzes betrug einen Reichstaler, zehn Albus Einschreibgebühr mussten noch an den Pfarrer gezahlt werden. Die Schencken besaßen links im unteren Kirchenschiff und auf der Empore je einen geschlossenen Kirchenstuhl.
Um 1700 erhielt die Kirche auf ihrer Nordseite einen Anbau für ein Treppenhaus, das zum Schenckschen Kirchstuhl auf der Empore führte. Ursprünglich stand an der Nordseite des Chors eine Sakristei auf quadratischem Grundriss, dessen Fundamentmauern bei der Kirchenrenovierung 1910 entdeckt wurden. Sie war mit dem Chor durch eine jetzt noch sichtbare spitzbogige Tür verbunden. Das Abbruchmaterial wurde für das Treppenhaus wiederverwendet.
1710/1711 erhielt das Kirchenschiff einen neuen Dachstuhl; Schiff und Chor wurden neu gedeckt. Das stark beschädigte Dach des Turms wurde aus Kostengründen erst 1775 erneuert. Dabei wurde das ehemals achteckige Dach in ein Pyramidendach umgewandelt. Das Schiff erhielt statt der Holzbalkendecke ein flaches Tonnengewölbe Gauben.
1747 wurde eine Kirchenstuhlordnung eingeführt, die die Weitergabe der verkauften Plätze in den Frauenstühlen regelte. Sie war noch 1922 gültig. Die letzte Eintragung im Register trägt das Datum 20. Juni 1920.
Um 1840 reichten die Plätze in der Kirche nicht mehr aus. Durch eine Verlängerung der Südmpore in Richtung Kanzel und Umwandlung der südlichen Eingangstür in ein Fenster wurde bis 1843 Platz für 40 Personen geschaffen.

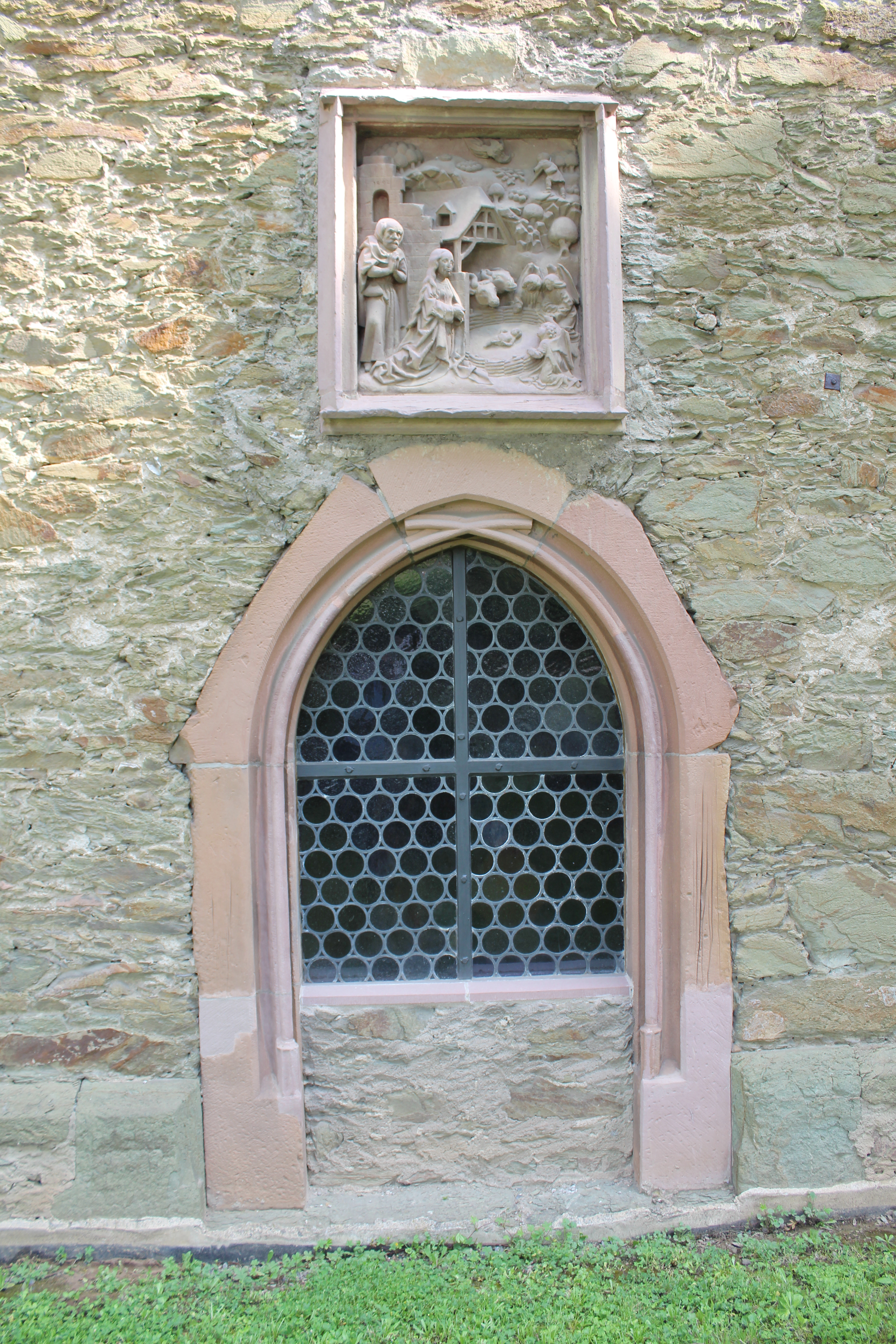
Teils vermauertes Südportal mit Kopie des Sandsteinreliefs

1857 erhielt die Kirche einen neuen Fußboden, mehrere neue Frauenstühle und eine neue Tür in der Nordwand. Die Empore wurde im Süden in Richtung Kanzel erweitert und das Südportal in ein Fenster umgewandelt. Die Renovierungsarbeiten kosteten 700 Gulden und wurden von der Zivilgemeinde bezahlt.
Eine große Innenrenovierung stand 1910 an. Pfarrer Hammann gelang es, den für die Restaurierung des Wetzlarer Doms verantwortlichen Regierungsbaumeister Biermann und den Dombaumeister Dr. Steumer für die Kirche zu interessieren. Sie entdeckten die Weihekreuze, die Ornamentmalerei um das Fenster auf der Südseite und die Reste des Christophorus-Bildes an der westlichen Nordseite. Der Chor, das Chorgestühl, der Orgelprospekt, die äußere Brüstung und die Säulen der Empore, der Freiherrenstuhl und die Sakristei erhielten einen neuen Anstrich.
1962/1963 wurden die Orgel aus dem Chorraum auf die Westempore umgesetzt, der seit 1730 nachweisbare Patronatsstuhl an der Nordseite des Schiffs entfernt, da das Patronat abgelöst wurde, und die bisher von der Orgel verdeckten Chorfenster neu verglast, Wände und Holzteile gestrichen und die alte Malerei freigelegt und restauriert. Die meisten Fenster erhielten neue Gewände aus rotem Sandstein, während die originalen Maßwerkfenster und die teilweise erhaltenen Sohlbänke aus hiesigem grünem Kalkstein gefertigt sind.
In den 1970er Jahren erforderten Risse im Kircheninnern und im Außenmauerwerk eine Untersuchung durch einen Statiker, der feststellte, dass sich die Südseite nach außen wölbte. Dem Kirchenbau wurde ein Ringpanzer aus Beton verpasst, der unter dem Dachstuhl um Schiff und Chor gezogen wurde. Im Kircheninnern musste das Mauerwerk zusätzlich durch zwei Stahltrossen gesichert werden. Die Renovierungsarbeiten im Herbst 1977 umfassten außerdem die Trockenlegung der Kirche, die Ausbesserung des Dachstuhles, einen Innenanstrich und die Reinigung des äußeren Mauerwerks mit Hilfe eines Sandstrahlgebläses. Gleichzeitig wurde das Steinrelief ins Innere der Kirche verlegt.
Nach umfangreichen Renovierungsarbeiten im Innenraum über einen Zeitraum von zehn Monaten wurde die Paulskirche am 31. März 2019 mit einem feierlichen Gottesdienst neu eingeweiht.

## Architektur

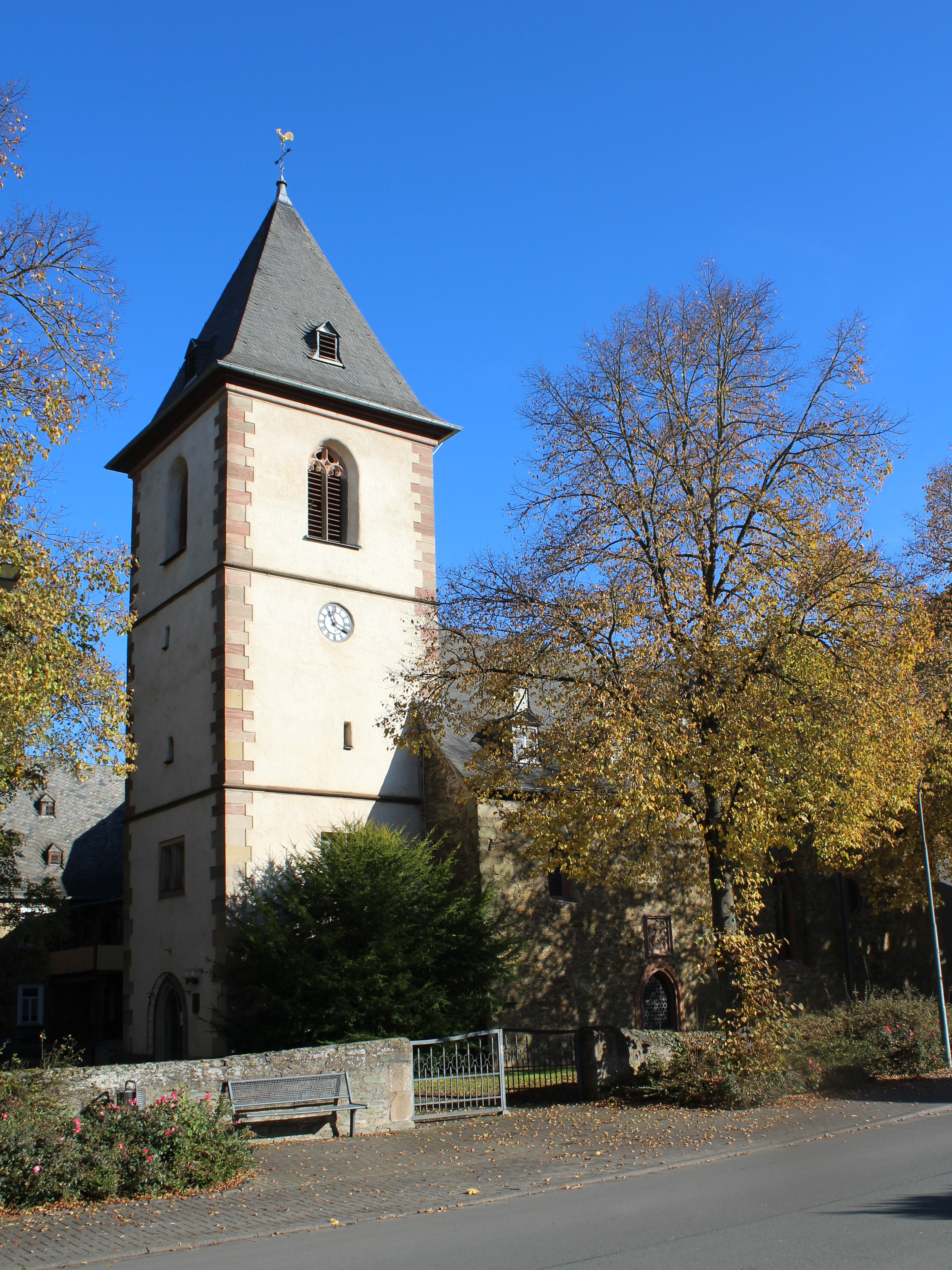
Turm von Südwest

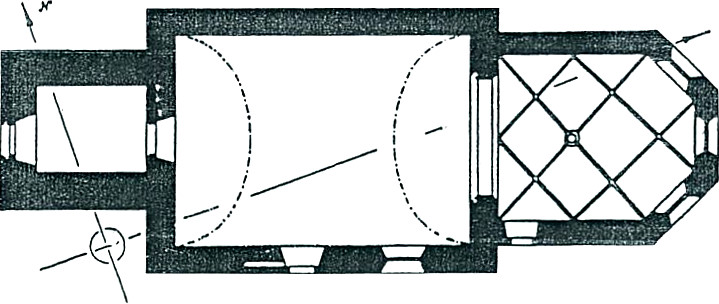
Grundriss der Kirche

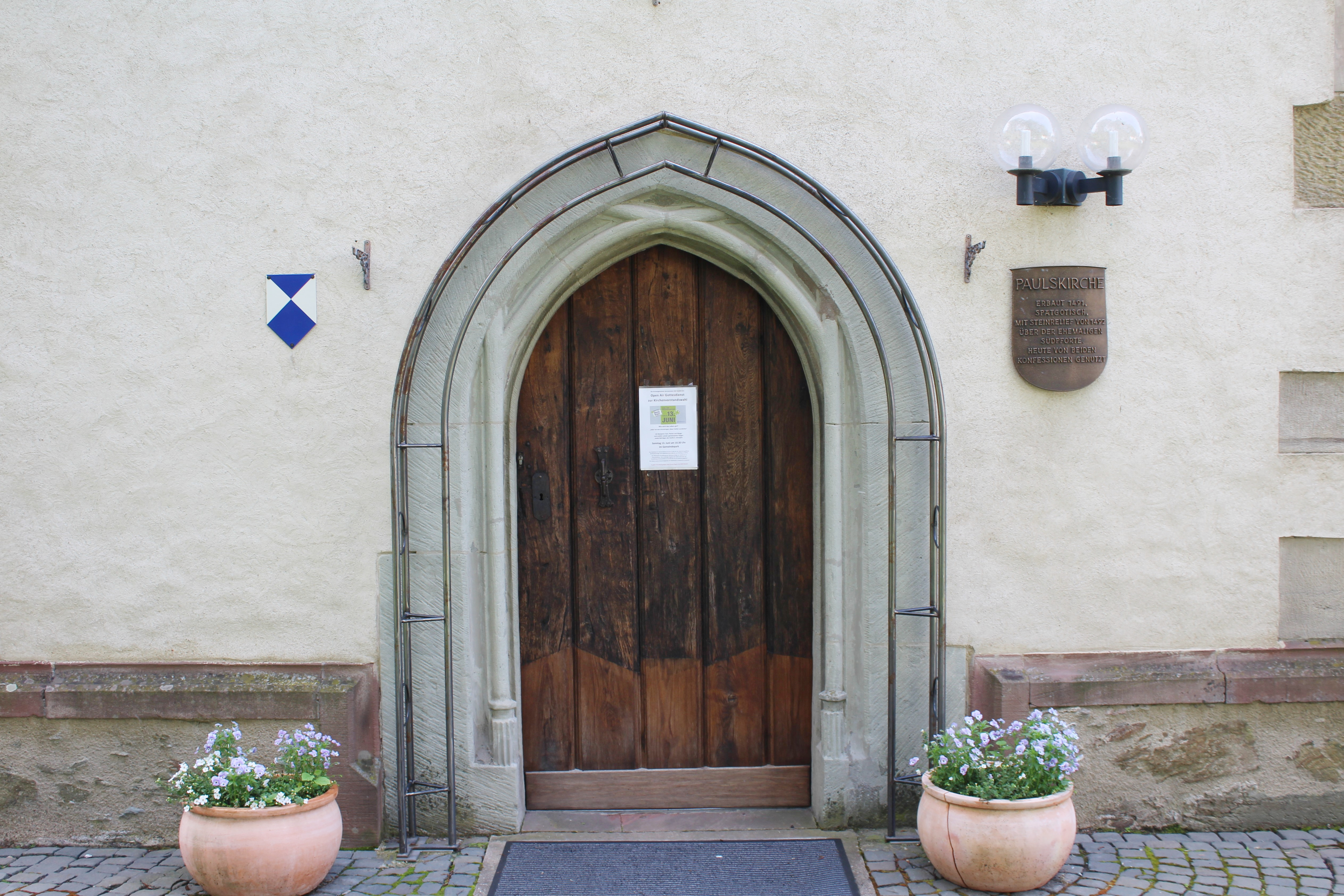
Westportal des Turms

Die geostete Kirche ist im Baustil der Spätgotik im Ortszentrum aus Bruchsteinmauerwerk erbaut. Der schlichte Bau besteht aus Westturm, Kirchenschiff und einem Dreiachtelchor. Schiff und Chor sind unverputzt.
Der polygonale Chor ist gegenüber dem Schiff nur etwas einbezogen und wird unter einem gemeinsamen verschieferten Dach vereint. Die ehemalige Priesterpforte mit spitzbogigem Gewände aus grünem Kalkstein an der Südseite ist seit dem 16. Jahrhundert vermauert und der fast baugleiche ehemalige Durchgang zur Sakristei an der Nordseite seit dem frühen 18. Jahrhundert. Über der Südpforte des Chors wurde ein Rundfenster eingelassen, als 1838 beim Einbau der Orgel die Chorfenster verdeckt wurden. Das Chorinnere hat ein Netzgewölbe mit hohlprofilierten Rippen in roter Fassung und Rankenmalereien auf den hell abgesetzten Gewölbekappen. Die zweibahnigen, Spitzbogenfenster mit spätgotischem Maßwerk haben Nonnenköpfe und zeigen im östlichen Bogenfeld einen Vierpass, im Nordosten einen Dreipass und im Südosten Fischblasen. Der spitzbogige Chorbogen hat nach Osten eine Fase und nach Westen eine profilierte Hohlkehle. Unter dem Chor mit Zugang unter der Kanzel lag das Grabgewölbe, in dem Mitglieder der Freiherren Schenck zu Schweinsberg vom Beginn des 18. Jahrhunderts bis 1785 begraben wurden. An der Nordseite des Chors sind die Lüftungsöffnungen des Gewölbes erhalten.
Das Schiff auf rechteckigem Grundriss hat eine im Segmentbogen gewölbte Holztonne mit Unterzug von 1711, in der die Gauben liegen. Im westlichen Teil der Nordwand ist ein hochrechteckiges Fenster aus dem 17./18. Jahrhundert eingelassen, das mit einem kleinen hochsitzenden Fenster in der Südwand korrespondiert. Der östliche Teil des Schiffs wird an beiden Seiten durch ein Maßwerkfenster belichtet; das nördliche befindet sich seit Anfang des 18. Jahrhunderts im Treppenanbau.
Der weiß verputzte, massiv aufgemauerte Turm mit Eckquaderung aus den 1520er Jahren wird durch umlaufende Gesimse in drei Stockwerke gegliedert. Die architektonischen Gliederungselemente und Gewände sind vom Verputz ausgespart. Das oberste Geschoss dient als Glockenstube und hat vier spitzbogige Schallöffnungen für das Geläut. Der Turm wird von einem spitzen Zeltdach mit vier kleinen Gauben bedeckt, das von einem Turmknauf, Kreuz und Wetterhahn bekrönt wird. Das spitzbogige Westportal aus grünem Kalkstein führt in die Turmhalle und hat ein Rundstab-Profil zwischen Kehlen mit Überstabung und spätgotische Sockel. Das ehemalige Portal aus rotem Sandstein mit Stabprofil in der Südmauer wurde kurz nach der Errichtung des Turms in ein Fenster umgebaut. Erhalten sind noch die steinerne Angel und die Maueröffnung für den Sperrbalken. Die umrahmende Architekturbemalung an der Innenseite stammt aus der Zeit um 1600.

## Ausstattung

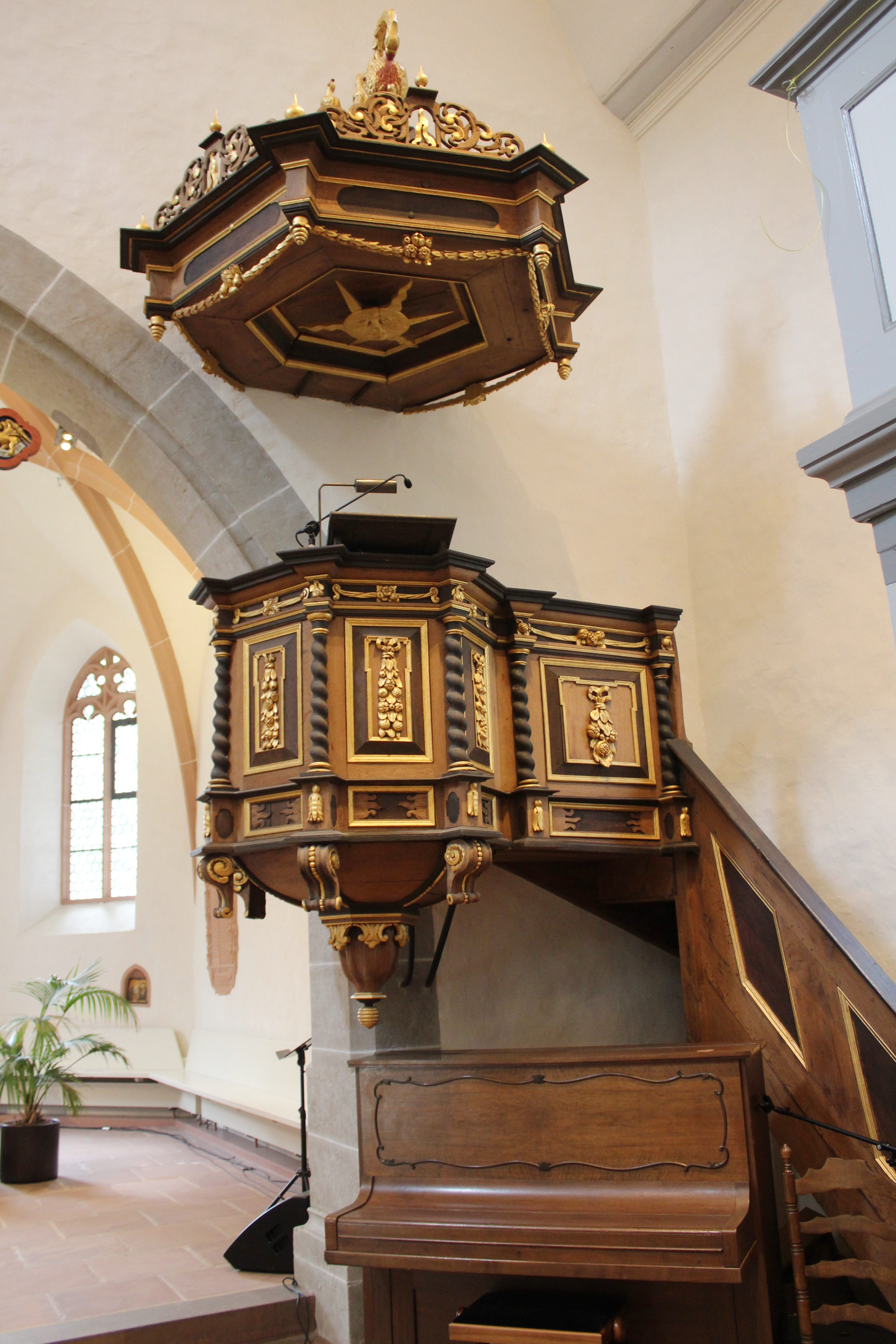
Barockkanzel

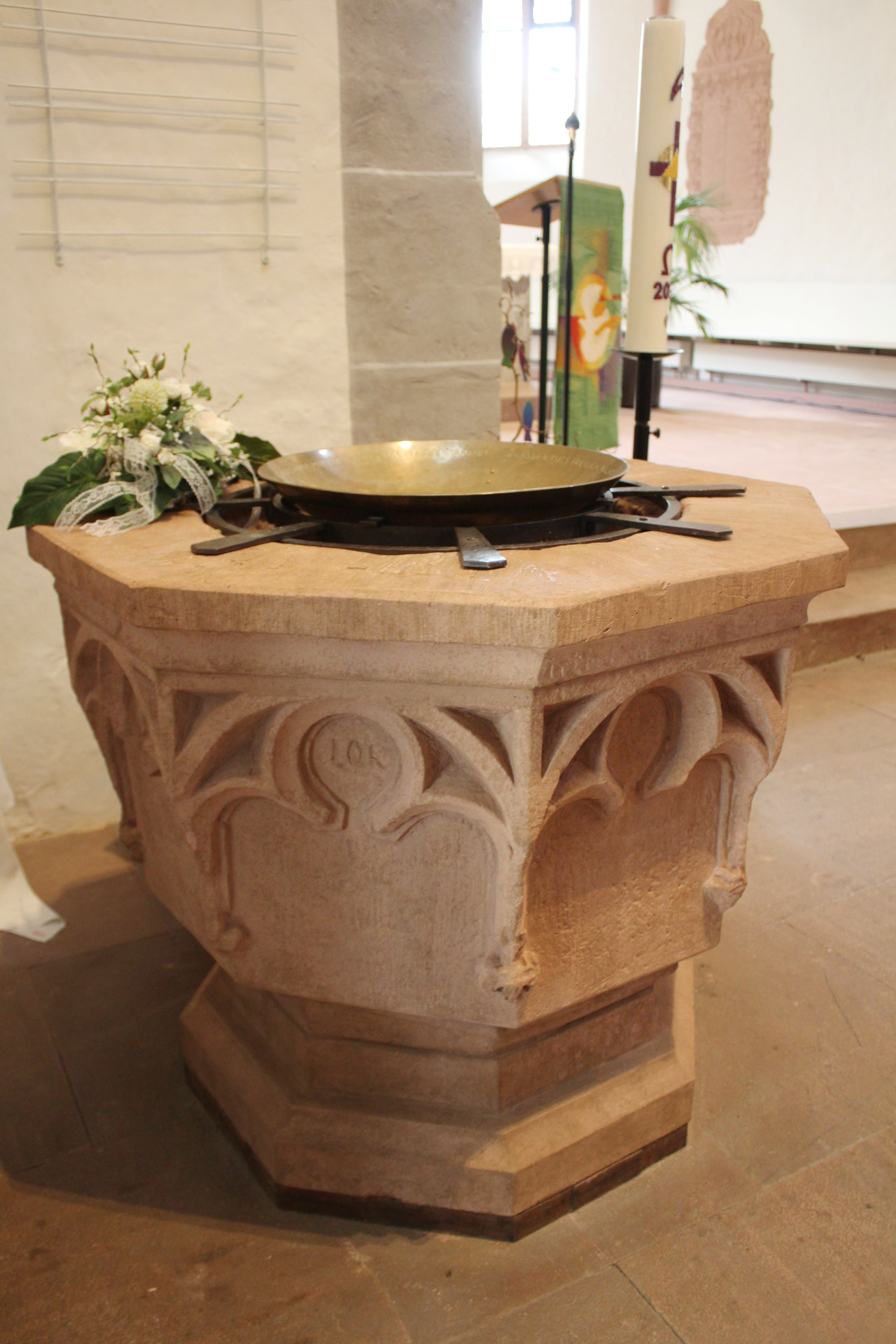
Spätgotisches Taufbecken

Die Kirche muss ehemals ausgemalt gewesen sein. Reste der vorreformatorischen Bemalung sind noch heute sichtbar. Erwähnenswert ist vor allem das große Christophorusbildnis an der Nordseite des Kirchenschiffes, das 1910 bei einer Renovierung entdeckt wurde. Bei dieser Renovierung wurden außerdem zwölf Weihekreuze unter dem Anstrich entdeckt, die wahrscheinlich nach der Reformation übertüncht wurden.
Im Westteil des Schiffs ist eine dreiseitig umlaufende, hölzerne Empore in grauer Fassung auf viereckigen Pfosten eingebaut, deren Brüstung schlichte viereckige, profilierte Füllungen hat. Das Kirchengestühl von 1892  lässt einen Mittelgang frei.
Aus der Erbauungszeit der Kirche stammt das Steinrelief der früheren Südpforte, das die Geburt Christi mit der Anbetung der Engel darstellt. Es ist mit der Jahreszahl 1492 bezeichnet. Da das Relief infolge der Luftverschmutzung gelitten hatte, wurde es 1977 im Innern der Kirche über dem Taufstein angebracht. An der alten Stelle wurde es durch einen Abguss ersetzt.
Ein hölzernes Triumphkreuz, das im Chorbogen hängt, wurde um 1520 gefertigt. An den Enden der Kreuzbalken befinden sich Medaillonbilder, auf denen die Namen und Symbole der vier Evangelisten dargestellt sind.
Ebenfalls aus mittelalterlicher Zeit ist der Taufstein erhalten, der eine achteckige Pokalform mit Blendmaßwerk aus Nonnenköpfen hat. Um 1700 wurde er aus der Kirche entfernt und in den Klausegarten gebracht. Er wurde durch einen Tauftisch aus Marmor ersetzt. 1951 wurde der Taufstein wieder in die Kirche zurückgebracht. Taufschüssel und -kanne wurden 1974 neu angefertigt.
Der massiv aufgemauerte Altar, der von einer überstehenden Mensaplatte aus rotem Sandstein bedeckt wird, entstand um 1705. Die barocke, hölzerne Kanzel im südlichen Bereich des Chorbogens stammt wahrscheinlich von einem Schreiner aus Tirol aus dem Jahr 1723. Der polygonale Kanzelkorb wird durch gedrehte Freisäulen über Auskragungen mit Voluten gegliedert. Die Kanzelfelder haben hochrechteckige Füllungen mit vergoldeten Profilen, die vergoldete Fruchtgehänge umschließen. Der sechsseitige Schalldeckel hat eine vergoldete Sonne an der Unterseite, vergoldete hängende Girlanden mit Früchten am auskragenden Kranzgesims und als Bekrönung durchbrochenes Rankenwerk und einen Pelikan, der sich die Brust aufreißt und mit dem Blut seine Jungen nährt, was traditionell als Symbol für den Opfertod Jesu gedeutet wird.

## Epitaphien

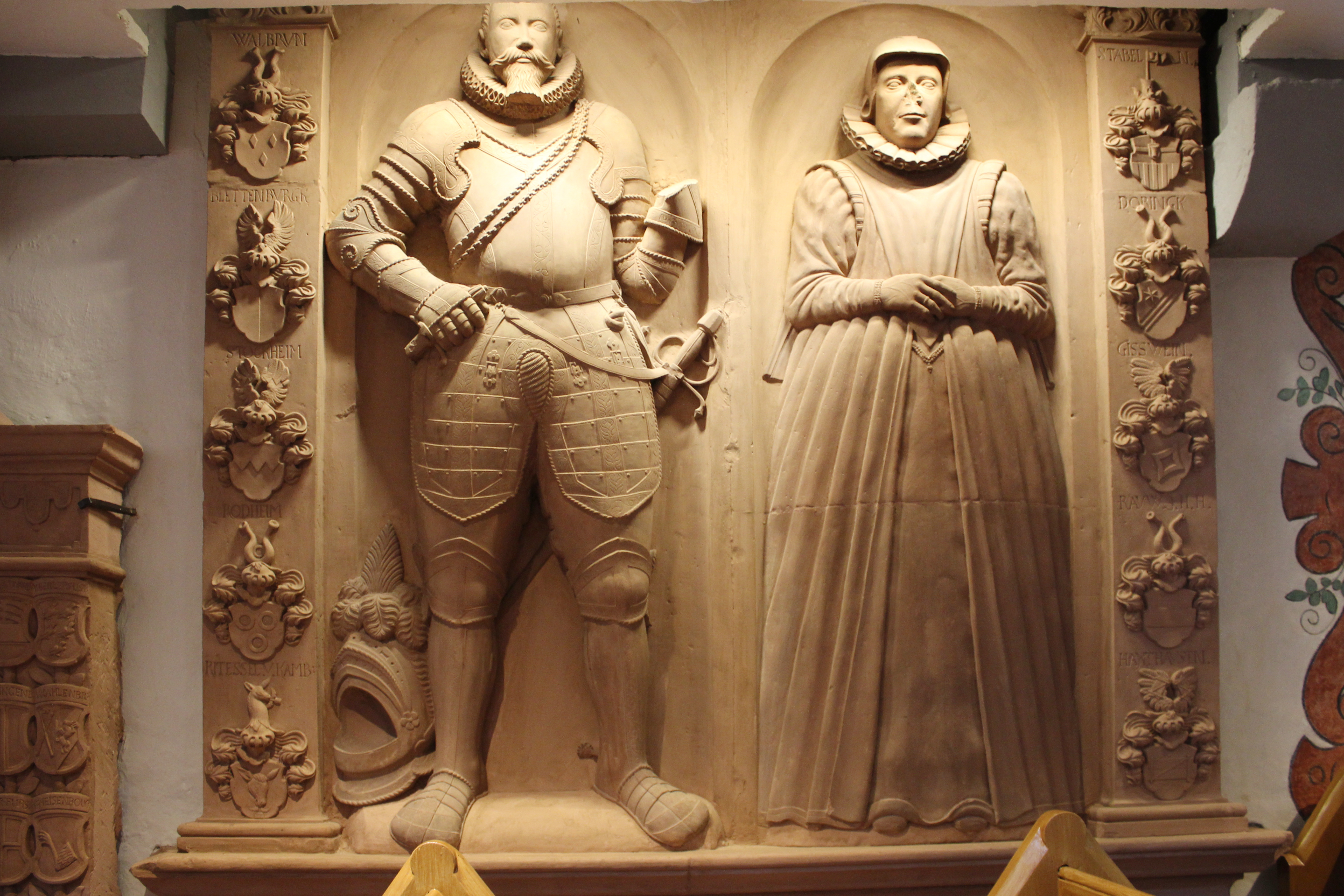
Epitaph für Philipp Conrad Schenck zu Schweinsberg und seine Frau Dorothea geb. von Schwalbach

Die Kirche war Grablege für Angehörige des Geschlechts Schenck zu Schweinsberg. In ihr befinden sich sechs Epitaphien aus rotem Sandstein, von denen ein Teil ursprünglich im Boden des Chors eingelassen war.
- An der Südseite des Kirchenschiffs: Philipp Conrad Schenck zu Schweinsberg († 15. Mai 1605) und seine Frau Dorothea geb. von Schwalbach († nach 1614). Das Epitaph misst 2,20 × 3,00 Meter. Der Mann wird in voller Rüstung mit abgelegtem Helm, Rüschenkragen, Schwert im Gurt und schärpenartiger, doppelter Gliederkette dargestellt. Seine linke Hand, die ursprünglich wohl einen Kommandostab hielt, ist abgeschlagen. Die Frau mit abgeschlagener Nase ist in ihrer Witwenkleidung mit Haube, Rüschenkragen, Rückenschleier, Kleid und Mantel zu sehen. Die lebensgroßen Bildnisse werden an beiden Seiten von je fünf Vollwappen mit Namensbeischriften auf ionischen Pilastern flankiert. Die obere Reihe mit sechs weiteren Wappen und der mutmaßliche Aufsatz mit Namen und Jahreszahl werden durch die Südempore verdeckt. Acht Wappen stehen für die Vorfahren von Philipp Conrad Schenck zu Schweinsberg: 1) Schenck zu Schweinsberg, 2) von Schwalbach, 3) von Steinebach, 4) von Wallbrunn, 5) von Plettenberg, 6) von Stockheim, 7) von Rodheim und 8) Riedesel von Camberg. Die acht Ahnenwappen der Dorothea von Schwalbach sind: 1) von Schwalbach, 2) von Wildungen, 3) von Weitershausen, 4) Stapel von Paderborn, 5) Döring, 6) Gieswein, 7) Rau von Holzhausen und 8) von Haxthausen.[22]
- Links daneben: Stein für Heinrich Christoph Schenck zu Schweinsberg (* um 1674; † 23. Dezember 1730) und seine Frau Catharina Susanna (* 21. Februar 1687; † 10. Dezember 1730). Das zentrale Schriftfeld wird von 32 Ahnenwappen gerahmt und von den beiden Vollwappen im Bogenfeld bekrönt.
- Südwand Chor: Stein für Wilhelm Burkhardt Schenck zu Schweinsberg (* um 1627; † 19. August 1694) und seine Frau Anna Elisabeth (* 3. November 1634; † 7. April 1702). Das zentrale, zweispaltige Schriftfeld wird mit einem geflügelten Engelkopf verziert und von 16 Wappen umgeben. Im geschwungenen Bogenfeld, das mit der Jahreszahl 1696 bezeichnet ist, flankieren zwei geflügelte Engelköpfe ein Rankenmedaillon mit dem Allianzwappen des Ehepaares.
- Ostwand des Chores: hochrechteckiger Stein für Caspar Magnus Schenck zu Schweinsberg (* 20. Februar 1545; † 5. Mai 1610). Die Mitte des Steins ziert das Schencksche Wappen. Über und unter demselben sieht man die Wappen seiner vier Frauen.
- Im Turm: hochrechteckiger Stein für Herman Adolf Schenck zu Schweinsberg († 26. August 1570) und Stein für seinen Sohn Friderich Heinrich Schenck zu Schweinsberg († 23. August 1588).

Außen an der Nordwand des Chors ist die graue Grabplatte von Pfarrer Johann Rudolph Münch (1707–1772) angebracht. Ein Schriftfeld in einem großen Oval wird von Ranken und Blumen verziert. Links daneben, an der Westwand der Kirche, erinnert eine querrechteckige Platte an Pfarrer Josef Framps († 10. Juni 1575). Es zeigt den Vater mit seinen sechs Töchtern, die etwa zeitgleich an der Pest starben, in kniender Haltung unter dem Gekreuzigten.

## Orgel
Die Kirche erhielt erst 1837 eine Orgel. Samt Orgelbühne kostete sie 1100 Gulden, die von der Zivilgemeinde aufgebracht wurden. Die Orgel wurde von der Firma Daniel Raßmann aus Möttau erbaut und im Chor aufgestellt. Zur 400-Jahr-Feier der Kirche erhielt die Orgel 1891 ein weiteres Register. Pedal und Manual wurden erneuert.
Im Ersten Weltkrieg wurden die Prospektpfeifen eingezogen und erst 1920 wieder eingesetzt. Auch im Zweiten Weltkrieg waren sie melde- und abgabepflichtig, wurden aber nicht angefordert.
Das Organistenamt war mit der Stelle des ersten Lehrers (später Hauptlehrer) verbunden. Da dieser bei Anschaffung der Orgel nicht in der Lage war, die Orgel zu spielen, übernahm der Lehrer aus Kleinaltenstädten als erster Organist das Amt in der Kirche. Bis 1949 wurde die Orgel dann immer vom ersten Lehrer gespielt.

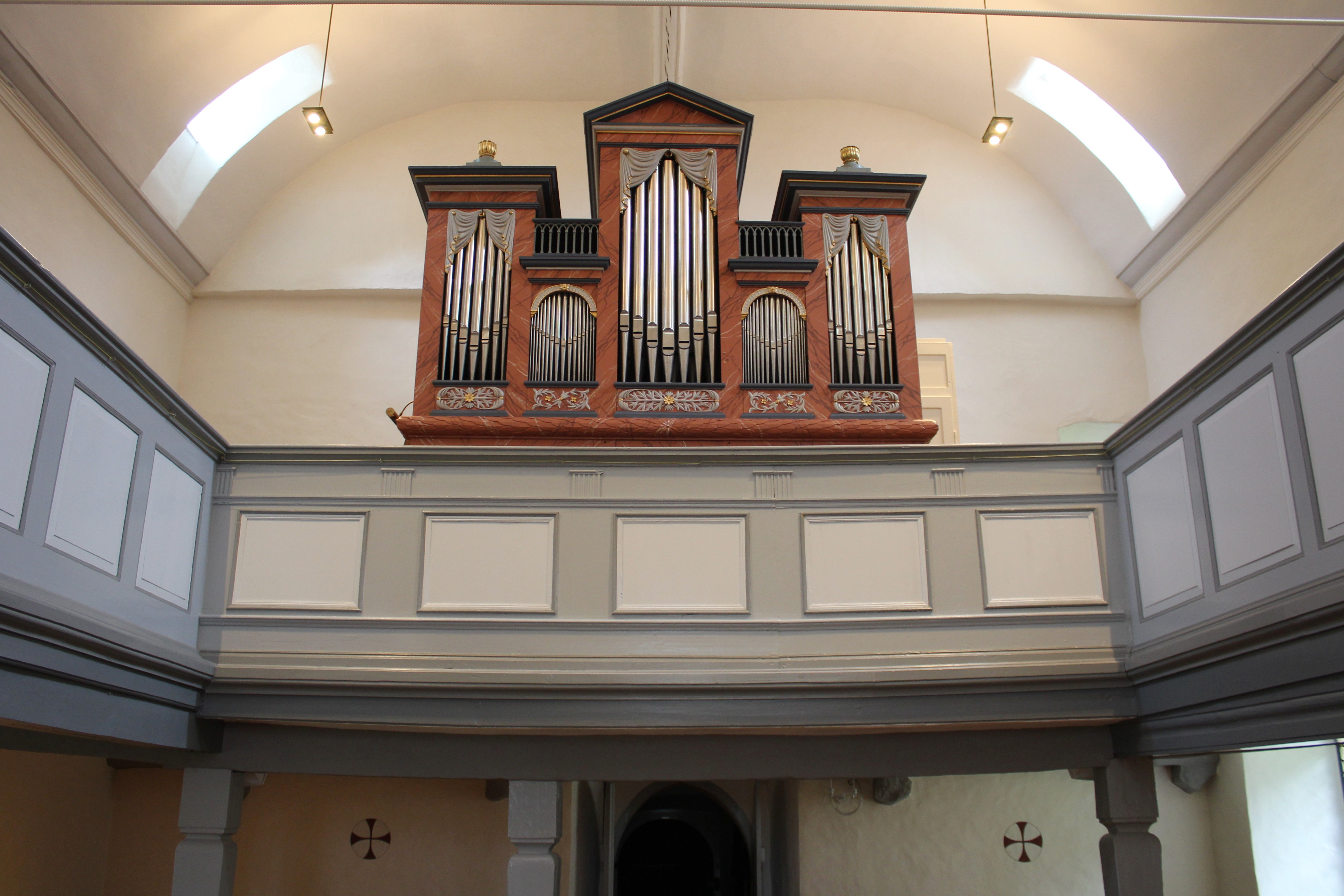
Klassizistische Raßmann-Orgel von 1837

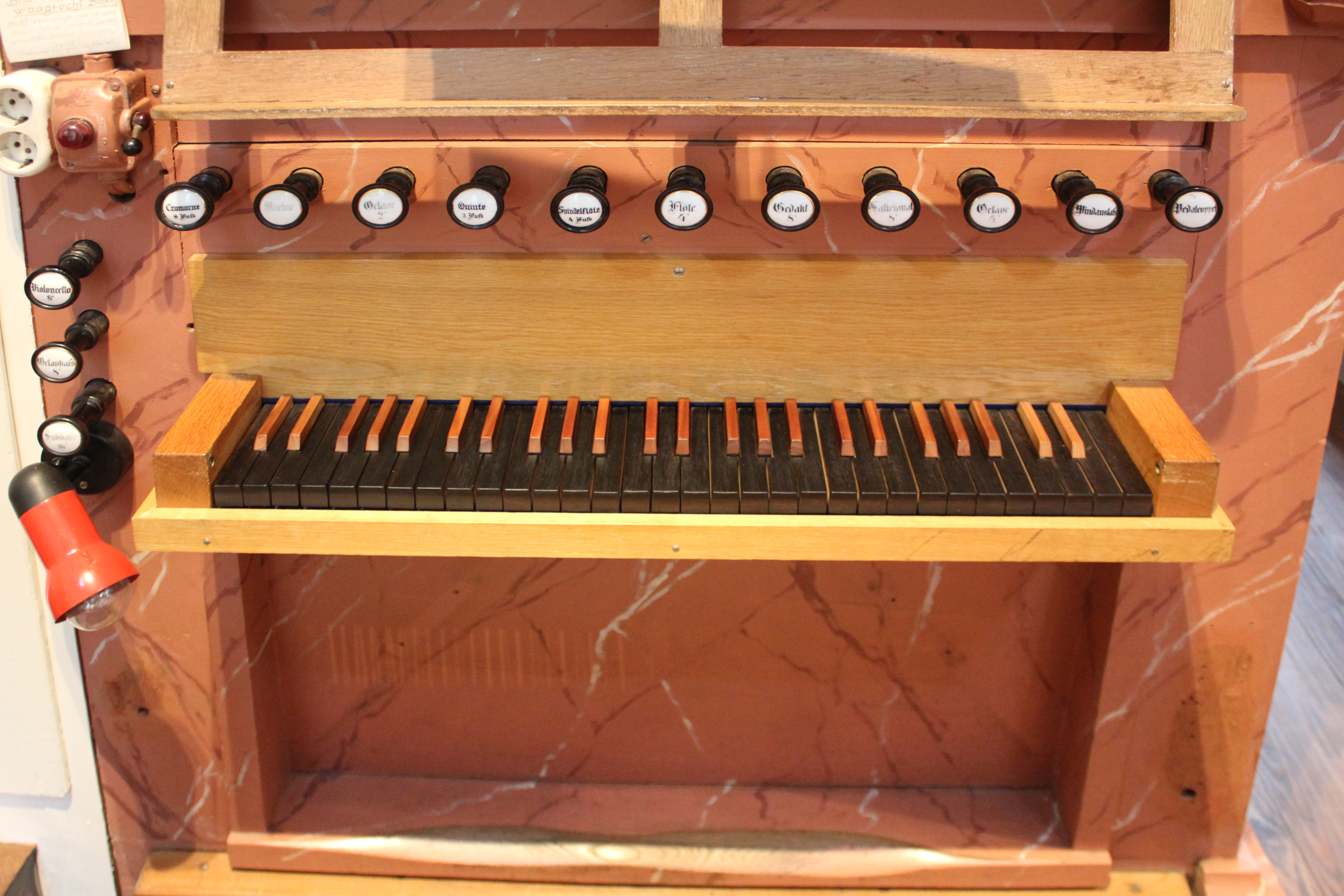
Spieltisch der Orgel

Die Orgel war mehr als hundert Jahre lang mit einem mechanisch betriebenen Balg versehen. Der Balgtreter wurde von der Gemeinde bezahlt. Später mussten die Konfirmanden den Balg treten. Erst 1954 wurde eine elektrische Windmaschine eingebaut. Die heutige Disposition lautet wie folgt:
| I Manual C–f3 |    |
| Gedakt        | 8′ |
| Salicional    | 8′ |
| Octave        | 4′ |
| Flöte         | 4′ |
| Spindelflöte  | 4′ |
| Quinte        | 3′ |
| Octave        | 2′ |
| Mixtur III    |    |
| Cromorne      | 8′ |

| Pedal C–c1  |     |
| Subbass     | 16′ |
| Oktavbass   | 8′  |
| Violoncello | 8′  |

## Glocken
Die älteste erwähnte Glocke stammte noch aus vorreformatorischer Zeit. Sie war auf den Namen Maria getauft. Eine kleinere Glocke ließ die Gemeinde vor 1787 in Kleinaltenstädten umgießen.
1811 wurde die große Glocke von der Firma W. Otto umgegossen.  Die kleinere wurde 1842 von Rincker in Leun ebenfalls umgegossen. Diese musste 1899 wegen eines Sprungs erneut von der Firma Rincker in Sinn umgegossen werden.
Im Ersten Weltkrieg musste die große Glocke abgeliefert werden. Sie wurde am 16. Juli 1917 aus dem Glockenturm herabgelassen und am nächsten Morgen zum Bahnhof gebracht. 1920 erhielt die Gemeinde Ersatz für ihre Bronzeglocke. Am 22. August wurde die bei Buderus gegossene Gussstahlglocke eingeweiht. Die Firma Buderus benötigte zu dieser Zeit Land von der Zivilgemeinde Hermannstein. Für das Entgegenkommen erhielt die Gemeinde unter anderem die Glocke. Sie trägt die Inschrift: „Steh fest im Sturm der Zeit! Gesegnet sei dein Leid! Denk an die Ewigkeit!“ Am 31. März 1942 wurde die kleine Bronzeglocke vom Turm geholt und abgeliefert.
Am 16. November 1955 konnten zwei neue in Karlsruhe gegossene Bronzeglocken am Bahnhof Wetzlar in Empfang genommen und in einem feierlichen Zug zur Kirche gebracht werden. Am 1. Advent 1955 waren die drei Glocken zum ersten Mal zusammen zu hören.
Die kleinere ist die Gebetsglocke. Sie ist mit den Betenden Hände von Dürer verziert und trägt oben die Inschrift: „Haltet an am Gebet“ und am unteren Rand die Worte „Verleih uns Frieden gnädiglich“. Die große Glocke, die Totenglocke, ist dem Gedächtnis der Gefallenen und Vermissten der beiden Weltkriege gewidmet. Sie trägt als Verzierung das „Vivit-Kreuz“ von Rudolf Koch, neben dem der Spruch „Ich lebe und ihr sollt auch leben“ steht. An ihrem oberen Rand ist die Mahnung des Jeremia „O Land, Land, höre des Herrn Wort!“ angebracht.
| Glocke | Name         | Gussjahr | Material  | Schlagton | Inschrift                                                                  |
| ------ | ------------ | -------- | --------- | --------- | -------------------------------------------------------------------------- |
| 1      |              | 1920     | Gussstahl | a¹        | Steh fest im Sturm der Zeit! Gesegnet sei dein Leid! Denk an die Ewigkeit! |
| 2      | Totenglocke  | 1955     | Bronze    | h¹        | Ich lebe und ihr sollt auch leben 0●0 O Land, Land, höre des Herrn Wort!   |
| 3      | Gebetsglocke | 1955     | Bronze    | fis²      | Haltet an am Gebet 0●0 Verleih uns Frieden gnädiglich                      |

Das in Hermannstein übliche Läuten um 10 und um 17 Uhr geht auf eine Verordnung des Landgrafen Georg II. während des Dreißigjährigen Krieges zurück.

## Kirchhof
Der Platz um die Kirche war schon in früheren Jahrhunderten von Mauern umgeben und wurde als Kirchhof genutzt. Nachdem ab 1785 die Totenbestattung in Kirchen verboten war, wurden auch drei Angehörige der Familie Schenck zu Schweinsberg auf dem Kirchhof begraben. Dies waren im Oktober 1785 die Frau von Eberhard Schenck zu Schweinsberg, Louise Friderike, sowie 1778 und 1791 zwei Kinder von Eberhard Schenck. Im Nordosten des Chors erinnert ein Grabstein an Gottfried Wilhelm Seidensticker († 1814), einen Pächter des Gutshofes.
Da der Kirchhof nicht erweiterungsfähig war, wurde Anfang des 19. Jahrhunderts ein neuer Friedhof erforderlich, der vor dem Dorf (gegenüber dem jetzigen Friedhofs) angelegt wurde. Dieser Friedhof musste 1844 und 1873 erneut erweitert werden. Auf diesem Friedhof wurden vier Mitglieder der Familie Schenck zu Schweinsberg beerdigt: Freiherr Ludwig Ernst Karl Schenck zu Schweinsberg im Jahr 1847, sein Sohn Wilhelm Schenck zu Schweinsberg 1874, dessen Frau Elisabeth 1906 und Freiherr Ferdinand Schenck zu Schweinsberg 1920. Diese Gräber blieben vorhanden, als der Friedhof in eine öffentliche Anlage umgestaltet und die noch vorhandenen Gräber eingeebnet wurden.
Der jetzige Friedhof wurde Anfang 1904 eingeweiht.

## Pfarrhaus

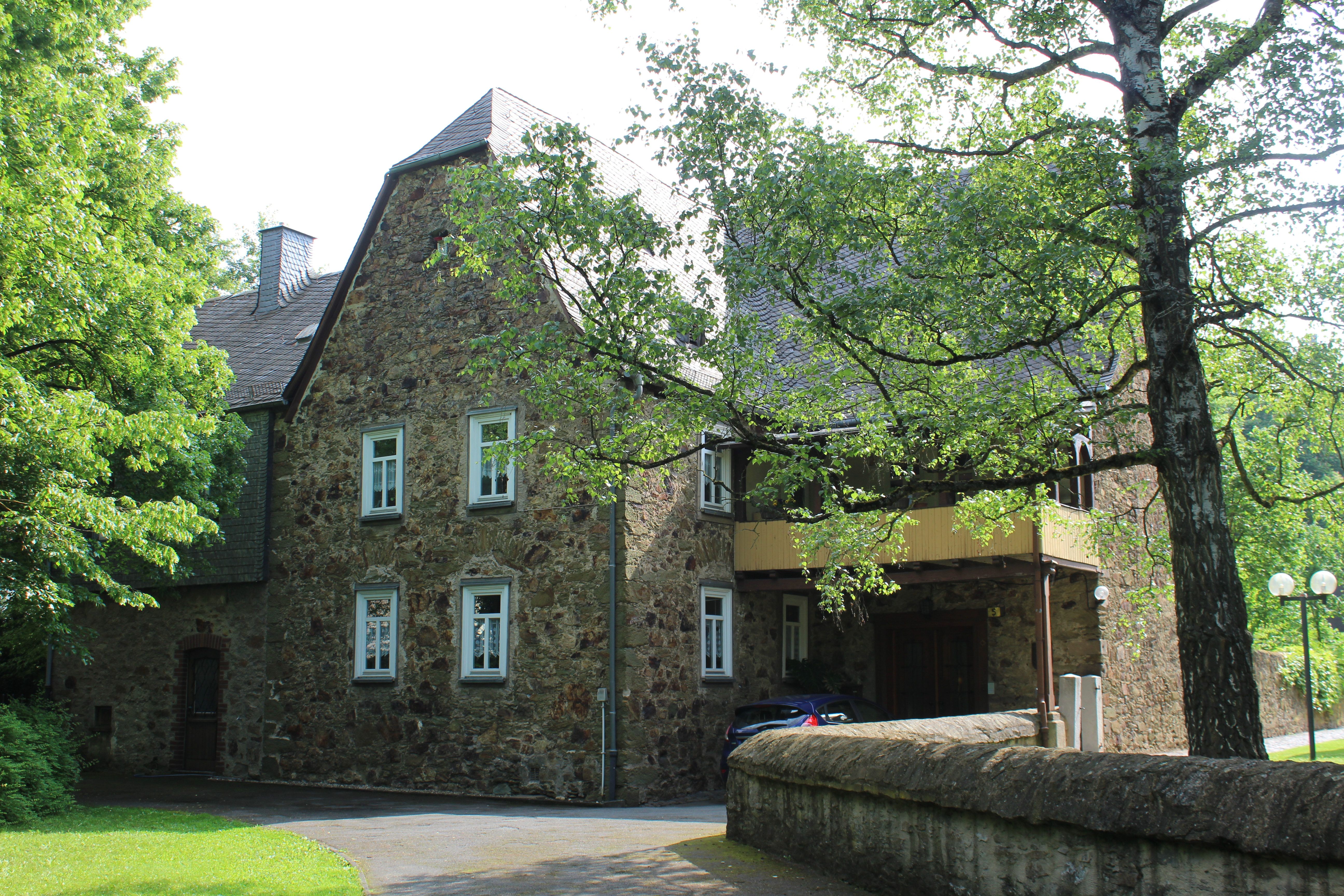
Pfarrhaus im Norden der Kirche

Das Pfarrhaus wurde 1494 als Witwensitz von Johanns Schwester Anna von Schenck zu Schweinsberg verwitwete Riedesel zu Eisenbach direkt neben der Kirche gebaut und diente als Klause für Beginen. Anna von Schenck zu Schweinsberg war von Anfang an Vorsteherin des Konvents. Vom ersten Geschoss der Giebelseite des südlichen Anbaus führte ein gedeckter Brückengang zur Nordwestempore der Kirche, der in den 1770er Jahren entfernt wurde. Die vermauerten Zugangstüren sind heute noch erkennbar.

## Wilhelmsheim
1886 ließ Freifrau Elisabeth Schenck zu Schweinsberg ein Gebäude vor den Toren des Dorfes (heute in der Falltorstraße) erbauen, welches sie an das Diakonissen-Mutterhaus Elisabethenstift zu Darmstadt übergab, mit der Verpflichtung, der Gemeinde Hermannstein eine Kinder- und eine Krankenschwester zur Verfügung zu stellen. Zur Unterhaltung der Station stiftete sie ein Kapital von 30.000 Mark. Das Haus wurde am 10. Juli 1887 eingeweiht. Am nächsten Tag nahmen 41 Kinder ihre "Kleinkinderschule" in Besitz. 1924 war die Zahl der Kinder auf 69 angewachsen, sodass der Kinderschwester eine Hilfskraft beigegeben werden musste. Das Wilhelmsheim war der älteste Kindergarten des Kreises Wetzlar.
1939 übernahm die Nationalsozialistische Volkswohlfahrt das Elisabethenstift in Darmstadt. Am 11. August 1941 wurde der Kindergarten im Wilhelmsheim ebenfalls von der NSV übernommen. Die Krankenpflegestation durfte zunächst weitergeführt werden. Im August 1942 wurde die Zivilgemeinde Hermannstein Eigentümerin des Wilhelmsheimes. Nach Kriegsende konnte es nicht mehr mit Diakonissen besetzt werden, diente aber weiterhin als Kindergarten und Schwesternstation. Heute befindet sich das Gebäude in Privatbesitz.

## Gemeindehaus
Das Wilhelmsheim diente auch als kirchlicher Versammlungsraum, in dem Sing- und Leseabende, Kindergottesdienste und Katechumenenunterricht stattfanden. Nach dem Zweiten Weltkrieg stand diese Einrichtung nicht mehr zur Verfügung, sodass die Kirchengemeinde einen neuen Raum für die Gemeinde- und Jugendarbeit benötigte. Im Juli 1958 konnte mit dem Bau, der mit 40.000 DM veranschlagt war, im Pfarrhof begonnen werden. Durch Haussammlungen, einen Zuschuss der Kirchenleitung und Spenden der Zivilgemeinde, der Wetzlarer Industrie, des Patronats sowie Privatpersonen kamen 25.000 DM zusammen. Am 25. Januar 1959 wurde der Gemeindesaal eingeweiht. Dieser Neubau war schon Ende der 1960er Jahre an seiner Kapazitätsgrenze angelangt, der Baubeginn des neuen Gemeindezentrums zog sich aber noch lange hin. Zwischenzeitlich wurden der alte Gemeindesaal und die Pfarrscheune wegen des Ausbaus der neuen Blasbacher Straße abgerissen.
Das neue Gemeindehaus wurde am 23. Oktober 1977 eingeweiht und erfüllt seither die räumlichen Anforderungen an das kirchliche Gemeindeleben in Hermannstein.

## Pfarrer
| Name                                                 | Amtszeit  | Anmerkungen |
| ---------------------------------------------------- | --------- | --- |
| Caspar Drecul († 1527)                               | um 1500   | Erster namentlich nachgewiesener und wahrscheinlich einziger katholischer Pfarrer.                                                                                |
| Gerlach Reuter                                       | 1545–?    | Gehörte ab 1527 in Marburg zu den ersten Studenten der evangelischen Theologie.                                                                                   |
| Josef Framps († 1575)                                | ?–1575    | Starb mit seinen sechs Töchtern an der Pest. |
| Johannes Ockershausen                                | 1607–1619 | War gleichzeitig Pfarrer in Wetzlar. Wurde abgesetzt, da er das reformierte Glaubensbekenntnis nicht einführen wollte.                                            |
| Justus Unckelius                                     | 1619–1624 | Einziger calvinistischer Pfarrer in Hermannstein. |
| Burkhard Liebenthal                                  | 1624–1625 | |
| Johann Caspar Krause († 1636)                        | 1625–1631 | |
| Caspar Schlesinger                                   | 1631–?    | |
| Conrad Ruppel (* 1609; † 1673)                       | ?–1638    | |
| Johannes Löhr                                        | 1656–1661 | Vor seinem Übertritt zur evangelischen Kirche soll er 13 Jahre Jesuit gewesen sein.                                                                               |
| Jakob Halgans (* 1637)                               | 1662–1673 | |
| Johann Philipp Burkhard Lantz (* 1644)               | 1674–1691 | |
| Johann Helfrich Schräling                            | 1692–1693 | |
| Johann Daniel Drullmann († 1726)                     | 1693–1708 | |
| Georg Simon Giller                                   | 1708–1727 | |
| Christoph Ernst Raabe († 1773)                       | 1727–1732 | |
| Johannes Eusebius Roth (* 1675; † 1732)              | 1732      | |
| Johann Rudolf Münch (* 1707; † 1772)                 | 1732–1772 | |
| Gottlieb Christian Bähr (* 1748)                     | 1772–1779 | |
| Philipp Carl Fischer (* 1746; † 1817)                | 1779–1785 | |
| Johann Joachim Friedrich Görtz († 1828)              | 1785–1794 | 1794–1807 Pfarrer der Aegidienkirche (Hannover), danach Pfarrer in Melbach (Wetterau)                                                                             |
| Johann Jacob Waldeck                                 | 1795–1799 | |
| Ludwig Wilhelm Steinberger (* 1766; † 1827)          | 1799–1827 | |
| Johann Heinrich Spamer (* 1803; † 1886)              | 1828–1869 | Wegen schwerer Schicksalsschläge und einem rheumatischen Leiden bat er 1857 um einen Vikar. War bis zu seinem Tod 1886 Inhaber der Pfarrstelle.                   |
| Friedrich Ernst Krauss                               | 1857–1859 | Vikar zur Unterstützung von Pfarrer Spamer |
| Wilhelm Georgi                                       | 1859–1860 | Vikar |
| Christian Wilhelm Emil Schwan                        | 1860–1861 | Vikar |
| Johann Gottfried Karl Koch                           | 1861–1865 | Vikar |
| Karl Wilhelm Reitz (* 1839)                          | 1865–1869 | Vikar |
| Karl Wilhelm Reitz                                   | 1869–1872 | Pfarrverweser |
| Karl Ernst August Philipp Engel                      | 1872–1886 | Pfarrverweser |
| Karl Wilhelm Reitz                                   | 1886–1902 | |
| Gustav Otto Philipp Emanuel Hammann (* 1859; † 1916) | 1902–1916 | |
| Otto Alfred Hasselmann († 1937)                      | 1916–1921 | |
| Gustav Karl Hanstein (* 1874)                        | 1922–1939 | |
| Karl Zulauf (* 1907; † 1941)                         | 1939–1941 | Meldete sich freiwillig zum Heer und konnte seinen Dienst in Hermannstein nur während der kurzen Urlaubszeiten versehen. Er fiel am 6. Juli 1941 in Nordfinnland. |
| Hermann Schmidt (* 1913)                             | 1947–1967 | |
| Wolfgang Höhler (* 1936)                             | 1968–1974 | |
| Ernst-Wolfgang Credner (* 1944)                      | 1974–1978 | |
| Sepp Scheerer (* 1942)                               | 1978–1982 | |
| Gerhard Failing (* 1954)                             | 1983–     | |
| Wolfgang Grieb                                       | 1995–     | |